# Dita Parlo
Dita Parlo, nome d'arte di Gerda Olga Justine Kornstädt (Stettino, 4 settembre 1906 – Parigi, 13 dicembre 1971), è stata un'attrice tedesca, che lavorò per il cinema tedesco e francese.

## Biografia
Nata a Stettino, debuttò nel 1928 nei film Heimkehr e Die Dame mit der Maske, iniziò a farsi conoscere grazie ai film L'imperatrice perduta, Rapsodia ungherese e La sposa del Danubio, diventando molto popolare in Germania e in Francia. I film che l'hanno resa più celebre sono L'Atalante di Jean Vigo e La grande illusione di Jean Renoir, considerati tuttora dei capolavori della settima arte.
Successivamente tentò di costruirsi una carriera nel cinema americano, ottenendo un paio di ruoli in film hollywoodiani, ma, a causa del loro scarso successo, non fu in grado di estendere la propria fama oltre l'Europa. L'attrice era stata scritturata da Orson Welles come protagonista femminile dell'adattamento cinematografico del romanzo di Joseph Conrad Cuore di tenebra, ma il progetto non andò mai in porto.
Tornata in Francia, venne arrestata con l'accusa di collaborazionismo e dopo lo scoppio della seconda guerra mondiale tornò in Germania, dove iniziò il suo declino, non lavorando per oltre dieci anni. La Parlo tornò a lavorare nel 1950, comparendo nel film Giustizia è fatta, per poi rimanere ferma per altri quindici anni e infine recitare nel suo ultimo film, La donna di picche del 1965.
Morì all'età di 65 anni, presso una clinica privata di Parigi.

## Vita privata
Nel 1949, sposò un pastore protestante, Franck Gueutal, con il quale rimase fino alla propria morte. Morì a Parigi il 12 dicembre 1971, sebbene alcune fonti indichino come data del suo decesso il 13 dicembre. La sua salma è inumata nel Cimitero Protestante di Montécheroux.

## Eredità culturale
La sua figura è stata di riferimento a Madonna, che ha adottato il suo nome per il libro fotografico Sex e per l'album Erotica. Inoltre la pin-up burlesque Dita von Teese ha preso il suo nome, omaggiandola.

## Filmografia
La filmografia è completa. Quando manca il nome del regista, questo non viene riportato nei titoli.

### Attrice
- Heimkehr, regia di Joe May (1928)

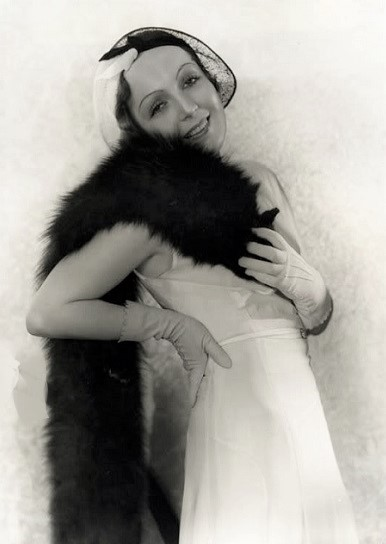
Dita Parlo

- Die Dame mit der Maske, regia di Wilhelm Thiele (1928)
- L'imperatrice perduta (Geheimnisse des Orients), regia di Alexandre Volkoff (1928)
- Rapsodia ungherese (Ungarische Rhapsodie), regia di Hanns Schwarz (1928)
- I bora, regia di Dimitris Gaziadis (1929)
- Manolescu, regia di Viktor Tourjansky (1929)
- La sposa del Danubio (Melodie des Herzens), regia di Hanns Schwarz (1929)
- Il tempio delle tentazioni (Au bonheur des dames, regia di Julien Duvivier (1930)
- Kismet, regia di William Dieterle (1931)
- Tänzerinnen für Süd-Amerika gesucht, regia di Jaap Speyer (1931)
- Die heilige Flamme, regia di William Dieterle e Berthold Viertel (1931)
- Tropennächte, regia di Leo Mittler (1931)
- Menschen hinter Gittern, regia di Pál Fejös (1931)
- L'artiglio rosa (Honor of the Family), regia di Lloyd Bacon (1931)
- Mr. Broadway, regia di Johnnie Walker (1933)
- L'Atalante, regia di Jean Vigo (1934)
- Rapt, regia di Dimitri Kirsanoff (1934)
- Mademoiselle Docteur, regia di Georg Wilhelm Pabst (1937)
- La grande illusione (Le grande illusion), regia di Jean Renoir (1937)
- L'assassinio del corriere di Lione (L'Affaire du courrier de Lyon), regia di Claude Autant-Lara e Maurice Lehman (1937)
- Under Secret Orders, regia di Edmond T. Gréville (1937)
- La signora di Montecarlo, regia di André Berthomieu e Mario Soldati (1938)
- La Rue sans joie, regia di André Hugon (1938)
- Ultimatum, regia di Robert Wiene (1938)
- L'Inconnue de Monte Carlo, regia di André Berthomieu (1939)
- Paix sur le Rhin, regia di Jean Choux (1940)
- L'Or du Cristobal, regia di Jean Stelli e Jacques Becker (1940)
- Giustizia è fatta (Justice est faite), regia di André Cayatte (1950)
- La donna di picche (La Dame de pique), regia di Léonard Keigel (1965)

### Film o documentari dove appare Dita Parlo
- Rund um die Liebe, regia di Oskar Kalbus - filmati di repertorio (1929)
- 2. Ungarische Rhapsodie, regia di Johannes Guter (1929)
- Wir schalten um auf Hollywood, regia di Frank Reicher (1931)
- Jean Vigo episodio tv di Cinéastes de notre temps (1964)
- Jean Vigo: Le son retrouvé, regia di Eric Lange - filmati d'archivio (2001)
- Spisok korabley, regia di Alexei Gusev - filmati d'archivio (2008)

## Doppiatrici italiane
- Andreina Pagnani in Mademoiselle Docteur